# Tolu-e-Islam
Tolu-e-Islam is een koranitische beweging die werd geïnitieerd door Ghulam Ahmed Pervez (1903-1985) uit de Punjab-regio. Ghulam Ahmed Pervez verwierp niet alle hadith; hij accepteerde echter alleen hadiths die "in overeenstemming zijn met de koran of het karakter van de profeet Mohammed of zijn metgezellen niet bezoedelen". De organisatie publiceert en verspreidt boeken, pamfletten en opnames van Ghulam Ahmed Pervez' leringen. De organisatie heeft volgelingen over heel de wereld.
Tolu-e-Islam betekend heropleving van de islam.